# Nitrito di zinco
Il nitrito di zinco è un sale di zinco (composto chimico) avente formula Zn(NO2)2.
Viene preparato facendo reagire nitrito di sodio e solfato di zinco in alcol.

## Struttura e utilizzo
Il nitrito di zinco si decompone velocemente con un reagente in soluzione acquosa, quindi non si può usare acqua nella preparazione. È una molecola covalente con un doppio legame tra un atomo di ossigeno e uno di azoto. Una soluzione liquida può prepararsi usando lo zinco con qualsiasi base in una reazione per elettrolisi. Tale reazione viene detta una reazione a doppia-decomposizione.
Il composto si presenta come solido cristallino incolore. Viene utilizzato per incrementare il burning dei materiali combustibili, anche se non è da solo combustibile. Se esposto ad alti livelli di calore o fuoco per tempi prolungati, vi è il pericolo di esplosione. Quando brucia, produce ossidi di azoto tossici. 
Il Nitrito di zinco viene usato nel produrre articoli, come medicine, coloranti e altri materiali chimici.